# Black Coffee (pjäs)
Black Coffee är en pjäs av den brittiska deckarförfattaren Agatha Christie (1890–1976) som sattes upp första gången 1930. Det var det första stycket som Christie skrev för scenen och det blev startskottet för en framgångsrik andra karriär för henne som dramatiker. I pjäsen upptäcker en vetenskapsman att någon i hans hushåll har stulit formeln för ett sprängämne. Vetenskapsmannen kallar på Hercule Poirot för att undersöka saken, men blir mördad precis när Poirot anländer med Hastings och kommissarie Japp.
Den framgångsrika pjäsen filmatiserades 1931. 1998, 22 år efter Christies död, gavs den ut på nytt i form av en roman med titeln Mörk Brygd. Romanen gjordes av den australiskfödde författaren och klassiska musikkritikern Charles Osborne med stöd av Christies dödsbo.

## Historia
Agatha Christie började skriva Black Coffee 1929 eftersom hon kände sig besviken på porträttet av sin detektiv Hercule Poirot i föregående års pjäs Alibi, och var lika missnöjd med filmatiseringarna av hennes novell Mr Quin gör entré och hennes roman Den hemlighetsfulle motståndaren som The Passing of Mr. Quin och Die Abenteurer G.m.b.H.. Enligt förordet till HarperCollins utgåva av Mörk brygd skrev hon färdigt pjäsen i slutet av 1929.
Christie nämner Black Coffee i sin  självbiografi från 1977 och beskriver den som "en konventionell spionthriller ... full av klichéer, den var tror jag inte alls dåligt". Trots detta hade hennes litterära agenter rått henne att glömma pjäsen helt och hållet och hon var villig att göra det tills en vän med anknytning till teatern föreslog att den kunde vara värd att sätta upp.
Christies självbiografi hävdade att premiärföreställningen av Black Coffee ägde rum på Everyman Theatre i Hampstead. Det finns dock inga uppgifter om en sådan iscensättning och hon blandade utan tvekan ihop den med den verkliga uppsättningen på Embassy Theatre i Swiss Cottage (numera Londons Central School of Speech and Drama) den 8 december 1930. Föreställningen spelades endast på teatern fram till den 20 december. Den 9 april 1931 öppnade den igen på St Martin's Theatre (senare att bli det andra hemmet för Christies mest bestående scenverk Råttfällan), där den spelades fram till den 1 maj innan den flyttades till Wimbledon Theatre den 4 maj. Den gick sedan till Little Theatre in the Adelphi den 11 maj och stängdes slutligen där den 13 juni 1931.
Poirot spelades till en början av den välkände karaktärsskådespelaren Francis L. Sullivan som blev god vän med författaren. Hon gillade hans skildring trots att han fysiskt var alldeles för lång för den prydlige lille belgiske detektiven. (Sullivan var 185 cm.) I premiärrollerna fanns också (Sir) Donald Wolfit, som spelade Dr. Carelli. Wolfit skulle bli känd i England som skådespelare och manager, mest ihågkommen för sina livfulla tolkningar av Shakespeares roller och andra storskaliga klassiska roller. John Boxer spelade kapten Hastings och Richard Fisher kommissarie Japp.
Till skillnad från de flesta andra Christie-pjäser spelades Black Coffee aldrig på New York-scenerna.

## Handling
Forskaren Sir Claud Amory har utvecklat en formel för en ny typ av atomsprängämne. Han upptäcker att formeln har stulits från hans kassaskåp och ringer Hercule Poirot och ber om hans hjälp. I väntan på att Poirot ska anlända samlar Amory ihop medlemmarna i sitt hushåll: sin syster Caroline, sin brorsdotter Barbara, sin son Richard, Richards italienska fru Lucia, sin sekreterare Edward Raynor och Lucias gamle vän Dr. Carelli. Medan Lucia serverar svart kaffe låser Amory in dem i huset och erbjuder en överenskommelse: efter en minut släcks lamporna. Den som stal kuvertet med papperen ska lägga det på bordet, varefter inga frågor kommer att ställas. Om papperen inte finns där kommer Amory att förfölja och åtala tjuven.
När ljuset återvänder blir alla glatt överraskade när de ser kuvertet på bordet. Poirot anländer och Richard berättar för honom att saken är löst. Sir Claud hittas dock död i sin stol och kuvertet är tomt. Lucia bönfaller Poirot att undersöka saken, men Richard påminner henne om att hans far kommenterade den bittra smaken av kaffet hon serverat honom. Poirot antar att Sir Clauds kaffe var förgiftat med skopolamin, vilket bekräftas av husläkaren. När Poirot börjar förhöra familjemedlemmarna konstaterar han att Sir Claud redan hade blivit förgiftad när han låste in alla i rummet. Poirot hittar en dubblettnyckel till kassaskåpet och några brev skrivna till Sir Claud där han uppmanas att hålla sig borta från "Selma Goetz barn". Poirot upptäcker att detta barn är Lucia, vars mor Selma Goetz var en internationell spion. Lucia erkänner att Carelli utpressade henne. Han ville att hon skulle stjäla dokumenten och gjorde dubblettnyckeln för detta ändamål. Hon hävdar att hon stal giftet till sig själv och hade för avsikt att begå självmord innan Richard fick reda på hennes hemlighet. I ett anfall av hysteri erkänner hon att hon mördat Sir Claud. Richard hävdar att hon tar hans skuld på sig. Poirot avslöjar att ingen av dem är skyldig.
När de väl är ensamma med Hastings och kommissarie Japp förklarar Poirot att Lucia kastade bort dubblettnyckeln när ljuset släcktes. Poirot hittar formeln, sönderriven i bitar och gömd i en vas. Poirot skickar Hastings och kommissarie Japp på några ärenden. Poirot klagar över att han känner sig utsvulten på grund av värmen. Raynor serverar dem båda whisky. Poirot anklagar Raynor för stölden och mordet. Raynor accepterar hånfullt anklagelserna, men Poirot har svårt att prata eller lyssna på honom. Raynor berättar att hans whisky också har blivit förgiftad. När Poirot svimmar hämtar Raynor formeln och lägger tillbaka den i kuvertet. När han vänder sig om för att fly blir han gripen av Hastings och Japp. Poirot överraskar honom genom att resa sig upp och avslöjar att han bytt ut sin förgiftade bägare mot en annan med hjälp av Hastings. Efter att Raynor arresterats lämnar Poirot platsen, men inte förrän han återförenat Richard och Lucia.

## Mottagande
The Times recenserade verket i sitt nummer den 9 december 1930 och skrev att "Mrs Christie styr sin pjäs med stor skicklighet; Ändå finns det tillfällen då det är farligt nära stiltje. Allting räddas av Hercule Poirot, den store franske [sic] detektiven, som teoretiserar med samma entusiasm som en man för vilken den synliga världen knappast existerar. Han bär oss med sig, för han tar inte sig själv på för stort allvar, och han saltar sin klokhet med kvickhet. För att vara en hänsynslös utredare är han en råbarkad sentimentalist, men det är ett av de sätt på vilka Christie förhindrar att hennes problem blir tråkigt. Mr Sullivan är uppenbarligen mycket nöjd med rollen, och hans bidrag till kvällens underhållning är betydande. Mr Boxer [[Doktor Watson<Watsoniserar]] angenämt, och miss Joyce Bland, som är en ung dam, som måste vänta ända till slutet innan hon får veta ett ögonblicks glädje och lyckas väcka vår sympati för hennes nöd. Resten av skådespelarna är snarare användbara än spännande."
The Observers nummer av den 14 december 1930 innehöll en recension av "HH" i vilken han drog slutsatsen att "Miss Agatha Christie är en kompetent hantverkare och hennes pjäs, som är metodiskt planerad och väl genomförd och spelad, underhåller på ett angenämt sätt."
The Guardian recenserade pjäsen i sitt nummer den 10 april 1931. Recensenten skrev att "Miss Christie vet hur det går till, håller sig på rätt spår, sätter sin herkuliska beskyddare till försvar för oskulden och avslöjar den verkliga skurken klockan elva. Man måste vara något av en ritualist för att finna förtrollning i sådana frågor. Mr Francis Sullivan gör en stor, guttural och älskvärd detektiv av den skarpsinnige Herkules  [sic]. Han gör klokt i att inte imitera mr Charles Laughton, som för någon tid sedan gav oss en så lysande studie av belgaren. Han gör sitt eget porträtt och gör det med kompetent hand." Recensenten berömde de andra i ensemblen vid namn och avslutade: "Sällskapet uppför sig med en riktig känsla för det ceremoniella som är involverat i ett detektivspel. Men det är väl ändå tillåtet att bli förvånad över att vuxna människor kan hittas i ganska stort antal för att sitta oförfärade genom utförandet av en sådan ritual som denna."
Två dagar senare recenserade Ivor Brown denna andra produktion i The Observer när han skrev att "Om du är en av de där teaterbesökarna som är evigt upphetsad av ett lik i biblioteket och korsförhör av familjen, är allt bra. Om inte så icke. För mig verkade upplösningen ganska tung, men jag börjar med en viss antipati mot mördade vetenskapsmän och deras eftertraktade formler. Black Coffee är tänkt att vara ett starkt stimulerande medel och en kraftfull fiende till sömnen. Jag tyckte att titeln var optimistisk."
The Times recenserade pjäsen igen när den hade premiär på Little Theatre i sitt nummer den 13 maj 1931. Den här gången stod det att "dess falska dofter är gjorda för den allvetande belgiske detektivens triumf, komplett enligt den bästa traditionen med ointelligent folie; Och om de ibland verkar vara tillverkade med lite för mycket beslutsamhet och återupplivas när det verkar mest troligt att de kommer att skingras, kan de tillåtas därför att de bara lyckas upprätthålla vår sympati med bedrövad skönhet och vårt intresse för lösningen av ett problem. Även om mycket av dialogen är styltig har den självbelåtne detektiven ett engagerande sätt".

## Bearbetningar

### Film
Pjäsen filmatiserades 1931, även den med titeln Black Coffee, med Austin Trevor i rollen som Poirot. Filmen är 78 minuter lång och producerades av Julius S. Hagan och hade premiär den 19 augusti 1931 av Twickenham Film Studios. Detta var ett av tre framträdanden som Trevor gjorde som Poirot, efter att även ha medverkat i Alibi (1931) och Tretton vid bordet (1934). Den anses nu vara en förlorad film.

### RomanenMörk brygd
Liksom Den oväntade gästen och Spindelnätet blev manuset till pjäsen en roman av Charles Osborne: Mörk brygd. Romanen upphovsrättsskyddades 1997 och publicerades 1998. Kirkus Reviews kallade det "behagligt användbart" med en "lämpligt förnäm" atmosfär. Publishers Weekly ansåg att det var ett "välkommet tillskott till Christies kanon".